# Hackelia gracilenta
Hackelia gracilenta är en strävbladig växtart som först beskrevs av Alice Eastwood, och fick sitt nu gällande namn av Ivan Murray Johnston. Hackelia gracilenta ingår i släktet Hackelia och familjen strävbladiga växter. Inga underarter finns listade i Catalogue of Life.